# メキシコ盆地

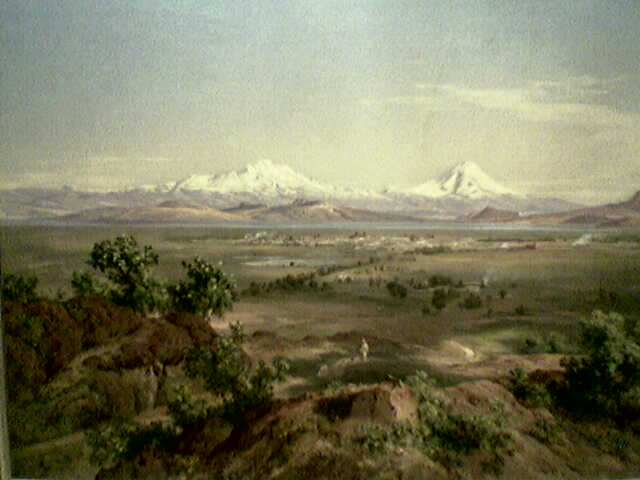
19世紀に描かれたメキシコ盆地

メキシコ盆地（メキシコぼんち）とは、メキシコ中部、首都メキシコシティとその周辺に広がる盆地。メキシコ渓谷（メキシコけいこく）ともいう。行政区分ではメキシコシティとメヒコ州東部に当たる。
東西60km、南北80kmほどあり（関東平野より一回り小さい）、南西寄りにメキシコシティがある。海抜2200mほどで、周囲を4-5000m級の山地やポポカテペトル山などの火山に囲まれている。
古くはテオティワカン文明、トルテカ文明、アステカ文明の各文明がここを中心として栄えた。
自然の流出河川はなく、20世紀初めまでは広い範囲がテスココ湖などの湖で占められていたが、現在これらは埋め立てで大部分消滅し、メキシコシティ首都圏として住宅地や農地などが広がっている。このため地盤は軟弱で、1985年の大地震では甚大な被害を出した。
また盆地底が巨大都市で占められているため大気汚染が激しく、永年の問題となっている。
緯度からいえば熱帯の範囲にあるが、高山気候のため涼しく（年平均気温16-18℃）、気温の上下も少ないため過ごしやすい。雨は主として夏に降る。
座標: 北緯19度40分 西経98度52分 / 北緯19.667度 西経98.867度